# 유즈블
유즈블(uzbl)은 C와 GTK+를 사용하여 만들어진 웹 브라우저이다. 제작자는 Dieter Plaetinck. 라이선스는 GNU 일반 공중 사용 허가서 3판을 따르며(이후 버전 적용 불가능) 최신 안정 버전은 현재 따로 존재하지 않는다.

## 특성
유즈블은 웹키트를 레이아웃 엔진으로 사용하며 웹 페이지를 표시하는 영역과 한 줄짜리 상태 표시줄이 인터페이스의 전부이다. 통상의 웹 브라우저들이 가지고 있는 주 메뉴, 툴바, 스크롤바, 환경 설정 GUI가 존재하지 않으며 모든 기본 조작은 키보드를 통해 이루어지고 키 바인딩, 우클릭 메뉴 구성, 즐겨찾기 등 모든 설정은 처음 실행할 때 홈 디렉터리 안에 생성되는 설정 파일(리눅스에서는 $HOME/.config/uzbl/config)을 통해 이루어진다.